# Гагма-Хаиши
Гагма-Хаиши (груз. გაღმა ხაიში) — село в Грузии, на территории Местийского муниципалитета края (мхаре) Самегрело-Верхняя Сванетия.

## География
Село находится в северо-западной части Грузии, на правом берегу реки Ингури, на расстоянии приблизительно 45 километров (по прямой) к западо-юго-западу от посёлка городского типа Местиа, административного центра муниципалитета.

## Население
По результатам официальной переписи населения 2014 года в Гагма-Хаиши проживало 132 человека (70 мужчин и 62 женщины). В национальной структуре населения грузины составляли 99,2 %.